# Apología
Una apología — en latín para disculpa, del griego ἀπολογία, «hablar en defensa»— es una defensa formal de una opinión, posición o acción. El uso actual del término, a menudo en el contexto de la religión, la teología y la filosofía, se deriva del teólogo y cardenal inglés John Henry Newman en su obra Apologia Pro Vita Sua (subtitulada en castellano: Historia de mis ideas religiosas) de 1864, el cual presentó una defensa formal de la historia de su vida cristiana, que llevó a su aceptación por parte de la Iglesia Católica en 1845. En el uso moderno, apología, describe una defensa formal y no debe confundirse con el sentido de la palabra «disculpa» como una expresión de arrepentimiento; que tiene en inglés y no tiene en español (ACAD) pese a que más de la mitad de las palabras del inglés derivan del latín. Sin embargo, una disculpa puede significar una apología, dependiendo del contexto de uso.

La «disculpa» generalmente se aplica a una expresión de arrepentimiento por un error o mala admisión implícita de culpabilidad o culpa y con o sin referencia a circunstancias atenuantes. ... La «apología» implica no la admisión de la culpa o el arrepentimiento, sino el deseo de aclarar las bases de algún camino, creencia o posición.

## Etimología
La etimología de la apología (en griego: ἀπολογία) se deriva de la palabra raíz apologos (ἀπόλογος), «un discurso en defensa»,  y el correspondiente verbo apologeisthai "hablar en defensa". Los filósofos griegos Platón, Isócrates y Aristóteles describieron la apología como un oratorio para defender posiciones o acciones, particularmente en el sentido de una defensa legal. Máximo el Confesor en sus 'Centurias sobre la Caridad', cita 'La vieja cuestión de la apología: Gnósthi seautón', como una 'ciencia de Apollyon' (Apolo)

## Evolución de uso

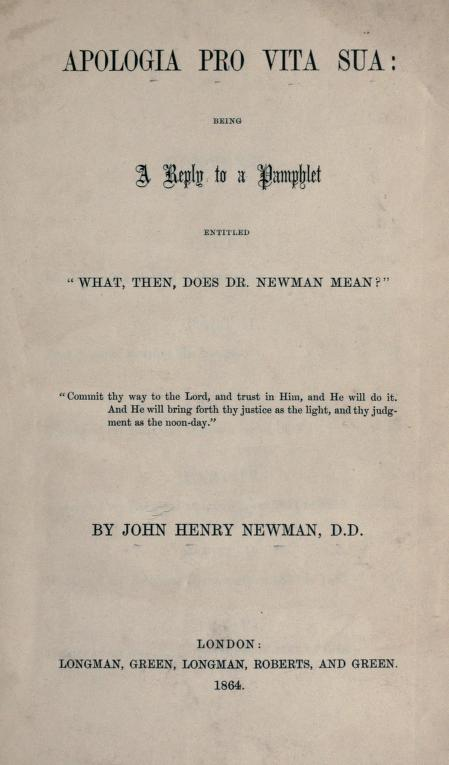
Esta es una imagen de referencia

El primer uso de la apología en inglés siguió del sentido griego «un discurso en defensa». En 1590, surgió un significado paralelo que significa «expresión franca de arrepentimiento». Este sentido paralelo asociado con «disculparse» por un error, progresivamente se convirtió en el uso predominante hasta el siglo XVIII, cuando el antiguo significado latino volvió a aparecer en 1784. Este se convirtió en el significado dominante, debido en gran parte a la publicación de la obra influyente Apologia Pro Vita Sua, en 1865.

### Apologia Pro Vita Sua
John Henry Newman fue considerado como una figura religiosa principal incluso antes de escribir su ensayo definitivo, Apologia Pro Vita Sua. El telón de fondo del ensayo fue una acalorada controversia teológica de mediados de siglo. Newman y otros anglicanos pedían a la Iglesia anglicana que volviera a las tradiciones anteriores, más disciplinadas, y a una jerarquía autoritaria. La fricción durante los años de 1833 a 1841 llevó a Newman y sus aliados en el Movimiento de Oxford a publicar una declaración, Tracts for the Times, a la que Newman contribuyó. Las tensiones culminaron con la renuncia de Newman en 1845 como vicario anglicano de St. Mary's de Oxford y su salida de la iglesia anglicana que buscaba unirse a la Iglesia católica.
Uno de los contrincantes de John Henry Newman fue el anglicano Charles Kingsley, de la Iglesia Broad, que respondió a Newman con ataques escritos que destituyeron la veracidad y el honor de Newman. La respuesta de Newman fue la prosa fluida y casi poética de la Apologia Pro Vita Sua, que ofrece una defensa autobiográfica espiritual a las acusaciones de Kingsley. El libro fue, en última instancia, muy bien recibido por los anglicanos y católicos y fue muy influyente para convertir a la opinión pública en favor de Newman. El libro se convirtió en un éxito de ventas que se mantiene impreso hoy. Dos años después de su publicación, Newman fue ordenado por los católicos y pronto se convirtió en uno de los principales exponentes del catolicismo en Inglaterra.

## Análisis moderno
En The Evolution of the Rhetorical Genre of Apologia, Sharon Downey sostiene que la apología ha sufrido cambios significativos porque su función ha cambiado a lo largo de la historia. Downey adopta un enfoque genérico crítico para la viabilidad de la apología. Halford Ryan defiende que Kategoria and Apologia deben ser entendidos como un par enlazado. Ryan propone que un discurso de «kategoria» o acusación motivan una respuesta defensiva, lo cual debe ser entendido como un conjunto académicamente de discurso retórico.